# Жнинский повет
Жнинский повет (пол. Powiat żniński) — повет (район) в Польше, входит как административная единица в Куявско-Поморское воеводство. Центр повета — город Жнин. Занимает площадь 984,55 км². Население — 70 606 человек (на 31 декабря 2015 года).

## Административное деление
- города: Барцин, Яновец-Велькопольски, Лабишин, Жнин
- городско-сельские гмины: Гмина Барцин, Гмина Яновец-Велькопольски, Гмина Лабишин, Гмина Жнин
- сельские гмины: Гмина Гонсава, Гмина Рогово

## Демография
Население повета дано на 31 декабря 2015 года.
| Перепись            | Всего  | Мужчины | Женщины |
| ------------------- | ------ | ------- | ------- |
| Всего               | 70 606 | 34 892  | 35 714  |
| Городское население | 30 312 | 14 633  | 15 679  |
| Сельское население  | 40 294 | 20 259  | 20 035  |